# Mobiloperatör

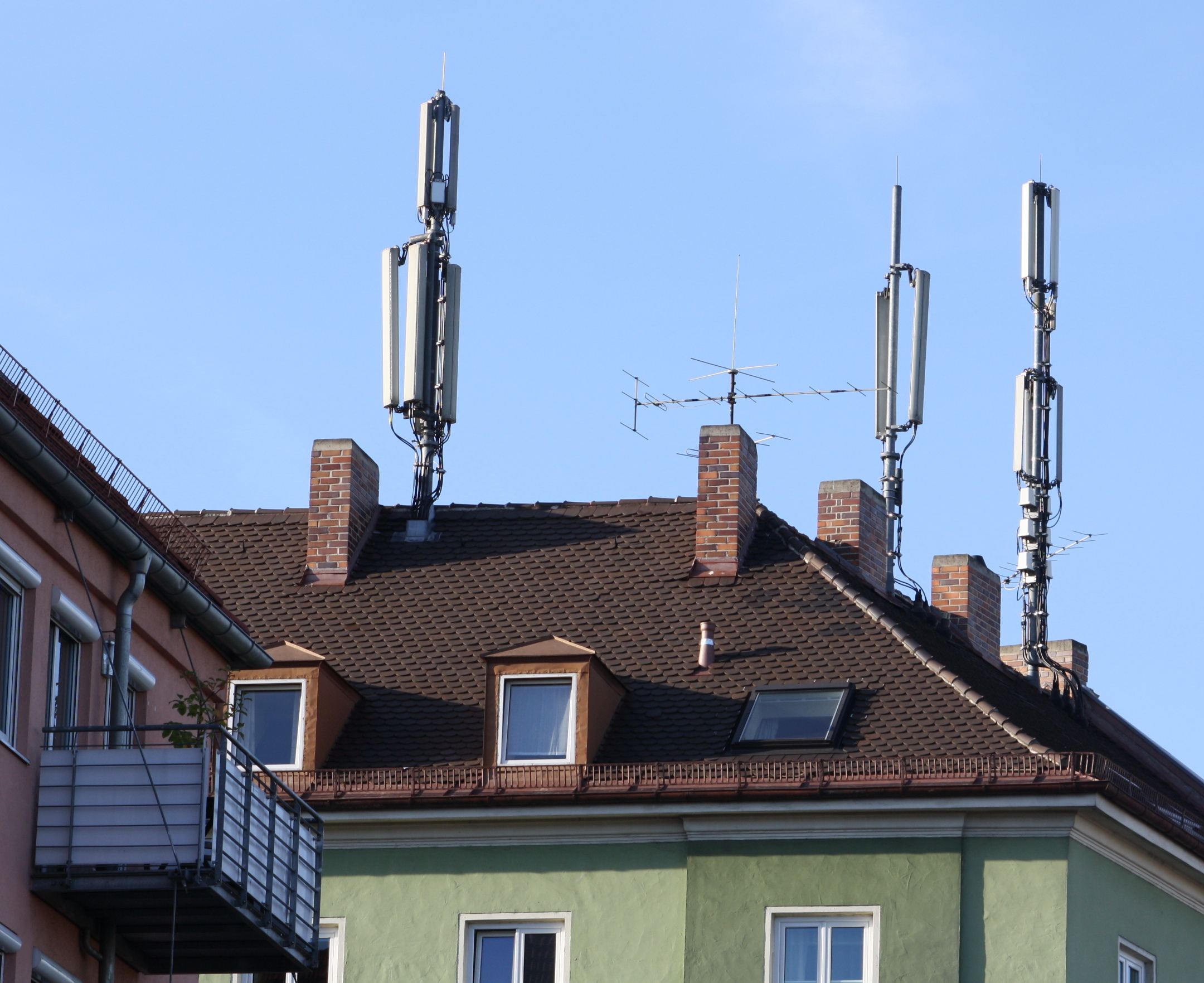
Basstationsantenner för mobil telekommunikation

En mobiloperatör är en teleoperatör som erbjuder mobila tjänster för telekommunikation, till exempel mobiltelefoni och mobil datatrafik. En operatör kan antingen bygga ett eget mobilnät eller köpa kapacitet i en annan operatörs nät. I det senare fallet blir operatören en virtuell operatör.
En mobiloperatörs lönsamhet kan mätas i genomsnittlig intäkt per användare som är ett mått på hur mycket företaget tjänar per kund.